# Jiří Bartoška
Jiří Bartoška (ur. 24 marca 1947 w Děčínie, zm. 8 maja 2025) – czeski aktor.

## Życiorys
W 1972 roku ukończył Akademię Sztuk Scenicznych im. Leoša Janáčka w Brnie. Laureat Czeskiego Lwa dla najlepszego aktora drugoplanowego w filmie Wszyscy moi bliscy. Od 1994 pracuje jako prezes Międzynarodowego Festiwalu Filmowego w Karlowych Warach.
W 2023 roku został odznaczony Medalem Za Zasługi I stopnia.

## Wybrana filmografia
- 1983: Trzeci książę
- 1985: Sławne historie zbójeckie (serial TV)
- 1998: Zabić Sekala
- 1999: Wszyscy moi bliscy
- 2005: Opowieści o zwyczajnym szaleństwie
- 2009: Całujesz jak bóg
- 2012: Całujesz jak szatan
- 2014: Neviditelní (serial TV)